# جان رادت
جان رادت (انگلیسی: Johan Radet؛ زادهٔ ۲۴ نوامبر ۱۹۷۶) بازیکن فوتبال اهل فرانسه است.
از باشگاه‌هایی که در آن بازی کرده‌است می‌توان به باشگاه فوتبال اوسر اشاره کرد.